# 牧之原市
牧之原市（まきのはらし）は、静岡県中部に位置する市。

## 地理
旧遠江国の東側に位置しており、現在の行政区分では、静岡県中部地方に属する。
行政区域は、駿河湾の海岸線から、茶の産地として有名な牧之原台地まで及んでいる。市名も牧之原台地が由来となっている。主な住宅街は海岸沿いにあり、牧之原台地の人口は、市内の総人口の1割程度である。
海域は主に東側に広がっており、南海トラフ巨大地震が発生した際には、最大11mの津波が到達することが予想されている。
ほぼ全域が中部電力浜岡原子力発電所の半径20km以内（南端・旧地頭方村の一部は3km圏内）にあり、周辺地域振興対策交付金を受けている。原子力事故リスクや市内の主力企業であるスズキの動向を勘案し、2011年9月26日に市議会は「浜岡原発の永久停止を求める決議」を可決した。

### 気候
| 静岡空港（2009年 - 2020年）の気候  | 静岡空港（2009年 - 2020年）の気候 | 静岡空港（2009年 - 2020年）の気候 | 静岡空港（2009年 - 2020年）の気候 | 静岡空港（2009年 - 2020年）の気候 | 静岡空港（2009年 - 2020年）の気候 | 静岡空港（2009年 - 2020年）の気候 | 静岡空港（2009年 - 2020年）の気候 | 静岡空港（2009年 - 2020年）の気候 | 静岡空港（2009年 - 2020年）の気候 | 静岡空港（2009年 - 2020年）の気候 | 静岡空港（2009年 - 2020年）の気候 | 静岡空港（2009年 - 2020年）の気候 | 静岡空港（2009年 - 2020年）の気候 |
| 月                                 | 1月                               | 2月                               | 3月                               | 4月                               | 5月                               | 6月                               | 7月                               | 8月                               | 9月                               | 10月                              | 11月                              | 12月                              | 年                                |
| ---------------------------------- | --------------------------------- | --------------------------------- | --------------------------------- | --------------------------------- | --------------------------------- | --------------------------------- | --------------------------------- | --------------------------------- | --------------------------------- | --------------------------------- | --------------------------------- | --------------------------------- | --------------------------------- |
| 最高気温記録 °C （°F）             | 18.8 (65.8)                       | 24.0 (75.2)                       | 26.5 (79.7)                       | 28.2 (82.8)                       | 30.6 (87.1)                       | 33.9 (93)                         | 37.4 (99.3)                       | 37.8 (100)                        | 36.2 (97.2)                       | 31.5 (88.7)                       | 25.5 (77.9)                       | 22.0 (71.6)                       | 37.8 (100)                        |
| 平均最高気温 °C （°F）             | 10.5 (50.9)                       | 11.5 (52.7)                       | 14.8 (58.6)                       | 18.6 (65.5)                       | 23.1 (73.6)                       | 25.4 (77.7)                       | 29.0 (84.2)                       | 30.8 (87.4)                       | 27.3 (81.1)                       | 22.6 (72.7)                       | 17.8 (64)                         | 12.6 (54.7)                       | 20.3 (68.5)                       |
| 日平均気温 °C （°F）               | 5.6 (42.1)                        | 6.7 (44.1)                        | 9.9 (49.8)                        | 13.9 (57)                         | 18.5 (65.3)                       | 21.5 (70.7)                       | 25.2 (77.4)                       | 26.6 (79.9)                       | 23.4 (74.1)                       | 18.6 (65.5)                       | 13.4 (56.1)                       | 8.1 (46.6)                        | 16.0 (60.8)                       |
| 平均最低気温 °C （°F）             | 1.7 (35.1)                        | 2.6 (36.7)                        | 5.5 (41.9)                        | 9.7 (49.5)                        | 14.5 (58.1)                       | 18.4 (65.1)                       | 22.4 (72.3)                       | 23.7 (74.7)                       | 20.3 (68.5)                       | 15.4 (59.7)                       | 9.8 (49.6)                        | 4.3 (39.7)                        | 12.4 (54.3)                       |
| 最低気温記録 °C （°F）             | −4.6 (23.7)                       | −5.0 (23)                         | −1.8 (28.8)                       | 1.1 (34)                          | 6.2 (43.2)                        | 11.6 (52.9)                       | 17.4 (63.3)                       | 18.2 (64.8)                       | 14.5 (58.1)                       | 8.1 (46.6)                        | 1.3 (34.3)                        | −3.0 (26.6)                       | −5.0 (23)                         |
| 降水量 mm （inch）                 | 56.4 (2.22)                       | 126.6 (4.984)                     | 181.5 (7.146)                     | 240.3 (9.461)                     | 210.5 (8.287)                     | 262.8 (10.346)                    | 292.0 (11.496)                    | 156.3 (6.154)                     | 261.0 (10.276)                    | 264.6 (10.417)                    | 121.1 (4.768)                     | 83.3 (3.28)                       | 2,269.4 (89.346)                  |
| 平均降水日数 （≥1.0 mm）           | 4.1                               | 6.7                               | 9.4                               | 10.1                              | 8.7                               | 12.3                              | 12.3                              | 9.3                               | 11.4                              | 9.6                               | 7.1                               | 5.9                               | 106.9                             |
| 出典1：Japan Meteorological Agency |                                   |                                   |                                   |                                   |                                   |                                   |                                   |                                   |                                   |                                   |                                   |                                   |                                   |
| 出典2：気象庁                      |                                   |                                   |                                   |                                   |                                   |                                   |                                   |                                   |                                   |                                   |                                   |                                   |                                   |

2022年9月は市内の保育園での園児の熱中症死亡事故の時に30.5度、台風15号の豪雨では1時間に100mmの猛烈な雨を観測した。静岡空港（静岡県)　2022年9月（日ごとの値）　主な要素

## 市章
牧之原市の市章は、「マ」の文字と駿河湾・牧之原台地などの地勢、そして茶の葉をモチーフに「ふれあい ビタミン あいのまち」　うみ・そら・みどりと共に生きると未来を目指し、協調発展する姿を表現している。下部の2つの要素は旧2町をも表現している。

## 隣接している自治体・行政区
- 島田市
- 御前崎市
- 菊川市
- 榛原郡吉田町

## 歴史
- 2005年（平成17年）10月11日 - 榛原郡榛原町と相良町が合併して牧之原市が発足[6]。
- 2006年（平成18年）3月19日 - 市章決定[6]。
- 2007年（平成19年）4月17日 - 市の花に「アジサイ」、市の木に「茶」を決定[7]。

## 人口
| |                                          |  |
| 牧之原市と全国の年齢別人口分布（2005年） | 牧之原市の年齢・男女別人口分布（2005年） |  |
| ■紫色 ― 牧之原市 ■緑色 ― 日本全国 | ■青色 ― 男性 ■赤色 ― 女性                |  |
| 牧之原市（に相当する地域）の人口の推移 \| 1970年（昭和45年） \| 47,953人 \| \| \| 1975年（昭和50年） \| 48,226人 \| \| \| 1980年（昭和55年） \| 48,835人 \| \| \| 1985年（昭和60年） \| 50,508人 \| \| \| 1990年（平成2年） \| 51,308人 \| \| \| 1995年（平成7年） \| 52,067人 \| \| \| 2000年（平成12年） \| 51,672人 \| \| \| 2005年（平成17年） \| 50,645人 \| \| \| 2010年（平成22年） \| 49,019人 \| \| \| 2015年（平成27年） \| 45,547人 \| \| \| 2020年（令和2年） \| 43,502人 \| \| |                                          |  |
| 総務省統計局 国勢調査より |                                          |  |
| 1970年（昭和45年） | 47,953人                                 |  |
| 1975年（昭和50年） | 48,226人                                 |  |
| 1980年（昭和55年） | 48,835人                                 |  |
| 1985年（昭和60年） | 50,508人                                 |  |
| 1990年（平成2年） | 51,308人                                 |  |
| 1995年（平成7年） | 52,067人                                 |  |
| 2000年（平成12年） | 51,672人                                 |  |
| 2005年（平成17年） | 50,645人                                 |  |
| 2010年（平成22年） | 49,019人                                 |  |
| 2015年（平成27年） | 45,547人                                 |  |
| 2020年（令和2年） | 43,502人                                 |  |

## 行政

### 歴代市長
| 代     | 氏名       | 就任日         | 退任日         |
| ------ | ---------- | -------------- | -------------- |
| 初-3代 | 西原茂樹   | 2005年10月30日 | 2017年10月29日 |
| 4代    | 杉本基久雄 | 2017年10月30日 | 現職           |

### 庁舎
庁舎施設等（行政施設に区分）に榛原庁舎や相良庁舎がある。
- 榛原庁舎 〒421-0495 牧之原市静波447番地1
- 相良庁舎 〒421-0592 牧之原市相良275番地

## 議会

### 県議会
| 会派                 | 人数 |
| -------------------- | ---- |
| 無所属の会・責任世代 | 1    |

### 市議会
| 牧之原市議会（定員：16人） | 牧之原市議会（定員：16人） |
| -------------------------- | -------------------------- |
| 会派                       | 人数                       |
| 無所属                     | 15                         |
| 日本共産党                 | 1                          |

### 衆議院
- 選挙区：静岡2区（島田市、焼津市、藤枝市、御前崎市（旧御前崎町域）、牧之原市、榛原郡）
- 任期：2021年10月31日 - 2025年10月30日
- 投票日：2021年10月31日
- 当日有権者数：388,436人
- 投票率：56.11％

| 当落 | 候補者名 | 年齢 | 所属党派   | 新旧別 | 得票数    | 重複 |
| ---- | -------- | ---- | ---------- | ------ | --------- | ---- |
| 当   | 井林辰憲 | 45   | 自由民主党 | 前     | 131,082票 | ○    |
|      | 福村隆   | 58   | 立憲民主党 | 新     | 71,032票  | ○    |
|      | 山口祐樹 | 31   | 日本共産党 | 新     | 12,396票  |      |

## 経済

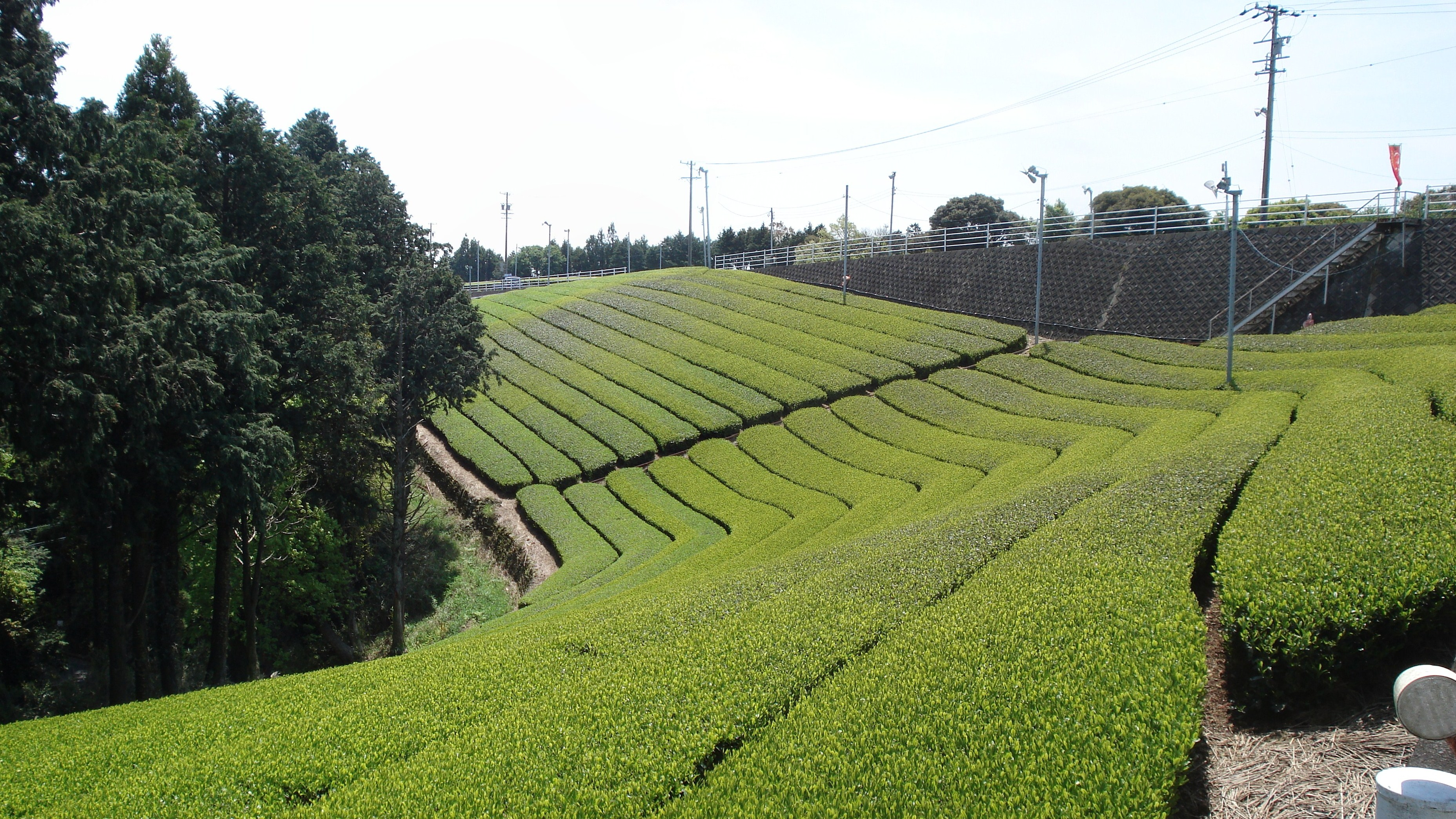
牧之原台地（牧之原市勝田付近）

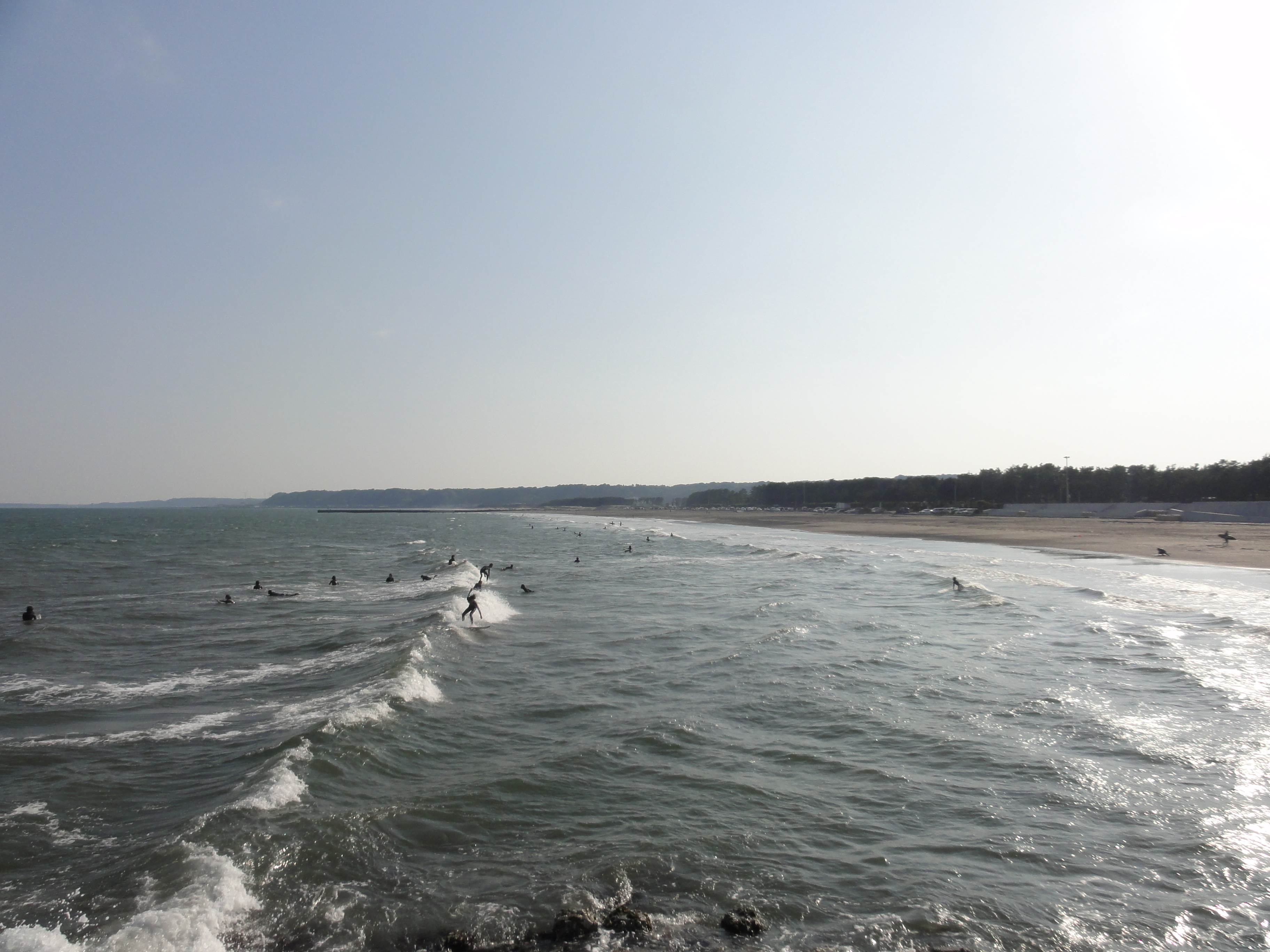
静波海岸

### 農業
茶の栽培が盛んであり、静岡牧之原茶（牧之原茶）というブランド名を用いることがある。深蒸し茶の発祥の地であり、荒茶の生産量は全国1位、茶園の面積も静岡市に次いで全国2位である。温暖な気候と長い日照時間が良質な茶の栽培に適しているため、市内には約2,610ヘクタールの茶園が広がっている｡

### 漁業
市内に地頭方漁港・平田漁港・相良漁港など小さな漁港がいくつかあり、シラス漁などの沿岸漁業が行われている。
相良から御前崎にかけての沿岸は、あらめ、かじめ、わかめ、さがらめ、はばのりなどの海藻の宝庫として知られ、とくに「さがらめ（相良布）」はその名が市内の地名に由来している。しかし、海洋汚染、御前崎港の拡張、乱獲などのため、資源は枯渇寸前の状態にある。

### 工業
市内にスズキの相良工場がある。元々はエンジンの生産工場であったが、2008年秋に年産24万台規模の小型四輪自動車組立工場が建設され、関連施設や部品メーカーの工場を相良工場周辺に集めるなどの計画を含め、2011年までに全体で約1,900億円を投資する計画である。静岡県企業局の試算によると、スズキ相良工場の拡張の経済波及効果として、工場の生産による雇用誘発効果が県内で21,795人、建設投資、設備投資、工場の生産による牧之原市の税収増が10年間で約160億円見込まれる。税収増は平年ベースで年約20億円となり、牧之原市の平成18年度市税78億円の約2割に相当する。

### 観光
静波海岸・相良サンビーチは東海地方や関東地方からの海水浴客が多く、サーフィンスポットでもある。

### 商業
市場町から発展した川崎（旧・榛原町の中心街）と、城下町から発展した相良は、かつてはともに商業の盛んな町であった。現在は郊外型の大型ショッピングセンターが商業の中心となっている。

## 姉妹都市・提携都市

### 日本国外
姉妹都市
- ケルソー市（アメリカ合衆国ワシントン州）
1994年（平成6年）12月21日 旧相良町と姉妹都市提携

### 日本国内
姉妹都市
- 下伊那郡松川町（長野県）
2006年（平成18年）10月1日 旧相良町と友好都市提携

提携都市
- 三戸町（青森県三戸郡）
1988年（昭和63年）10月2日 旧榛原町と友好都市提携
- 人吉市（熊本県）
2005年（平成17年）10月11日 旧相良町と友好都市提携

## 教育

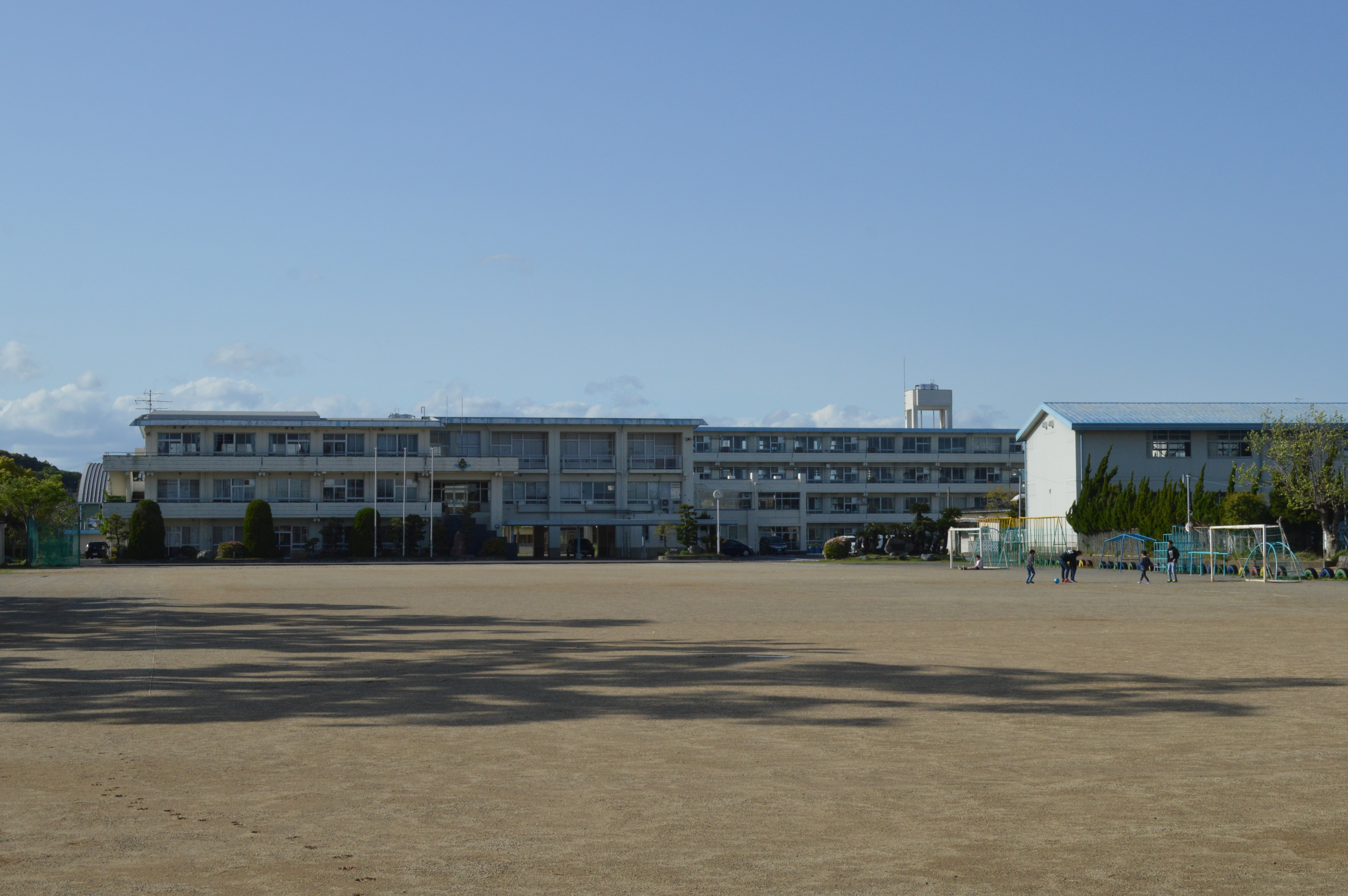
牧之原市立相良小学校

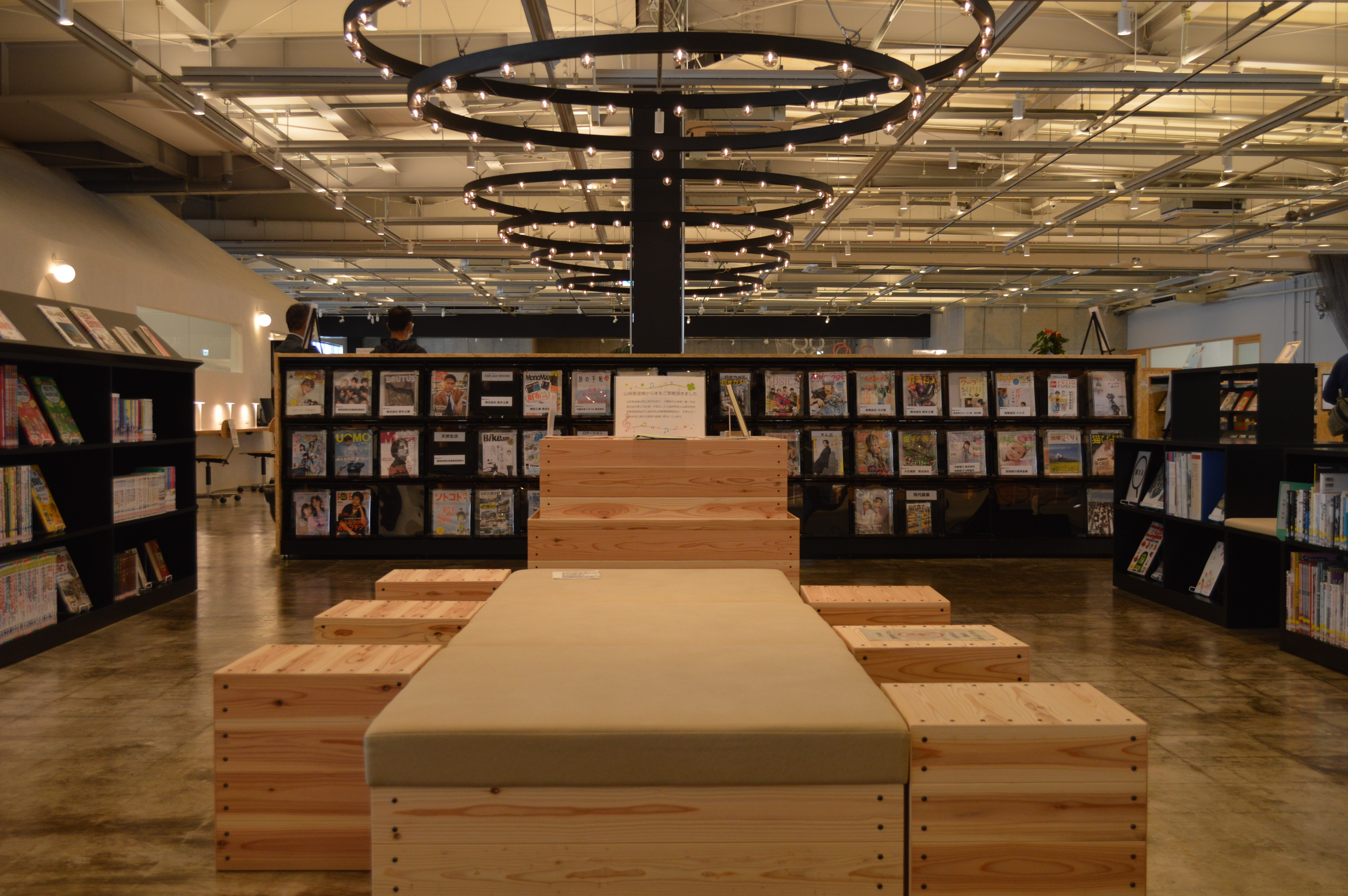
牧之原市立図書交流館

### 高等学校
- 静岡県立相良高等学校
- 静岡県立榛原高等学校

### 小・中学校
便宜上、一部の御前崎市立の小学校も併記した。
| 小学校区                             | 中学校区                               |
| ------------------------------------ | -------------------------------------- |
| 牧之原市立相良小学校                 | 牧之原市立相良中学校                   |
| 牧之原市立菅山小学校                 | 牧之原市立相良中学校                   |
| 牧之原市立萩間小学校                 | 牧之原市立相良中学校                   |
| 牧之原市立勝間田小学校               | 牧之原市立榛原中学校                   |
| 牧之原市立川崎小学校                 | 牧之原市立榛原中学校                   |
| 牧之原市立坂部小学校                 | 牧之原市立榛原中学校                   |
| 牧之原市立細江小学校                 | 牧之原市立榛原中学校                   |
| 牧之原市菊川市学校組合立牧之原小学校 | 牧之原市菊川市学校組合立牧之原中学校   |
| 牧之原市立地頭方小学校               | 御前崎市牧之原市学校組合立御前崎中学校 |
| 御前崎市立御前崎小学校               | 御前崎市牧之原市学校組合立御前崎中学校 |
| 御前崎市立白羽小学校                 | 御前崎市牧之原市学校組合立御前崎中学校 |

### 障害者教育施設
- やまばと学園
- つくしの家・つくしホーム

### 社会教育
- 牧之原市立図書交流館「いこっと」 - 2021年（令和3年）4月17日開館。前身館は牧之原市立相良図書館。
- 牧之原市立文化の森図書館「いろ葉」- 2024年（令和3年）4月21日開館。前身館は牧之原市立榛原図書館。
- 牧之原市相良総合センター

## 交通
市内の東名高速道路相良牧之原IC、隣の御前崎市との境にある御前崎港、隣の島田市との境にある静岡空港の、陸・海・空それぞれの交通拠点を結ぶ地域高規格道路の金谷御前崎連絡道路の整備が進んでおり、静岡県東遠地域の交通の結節点となりつつある。

### 空港

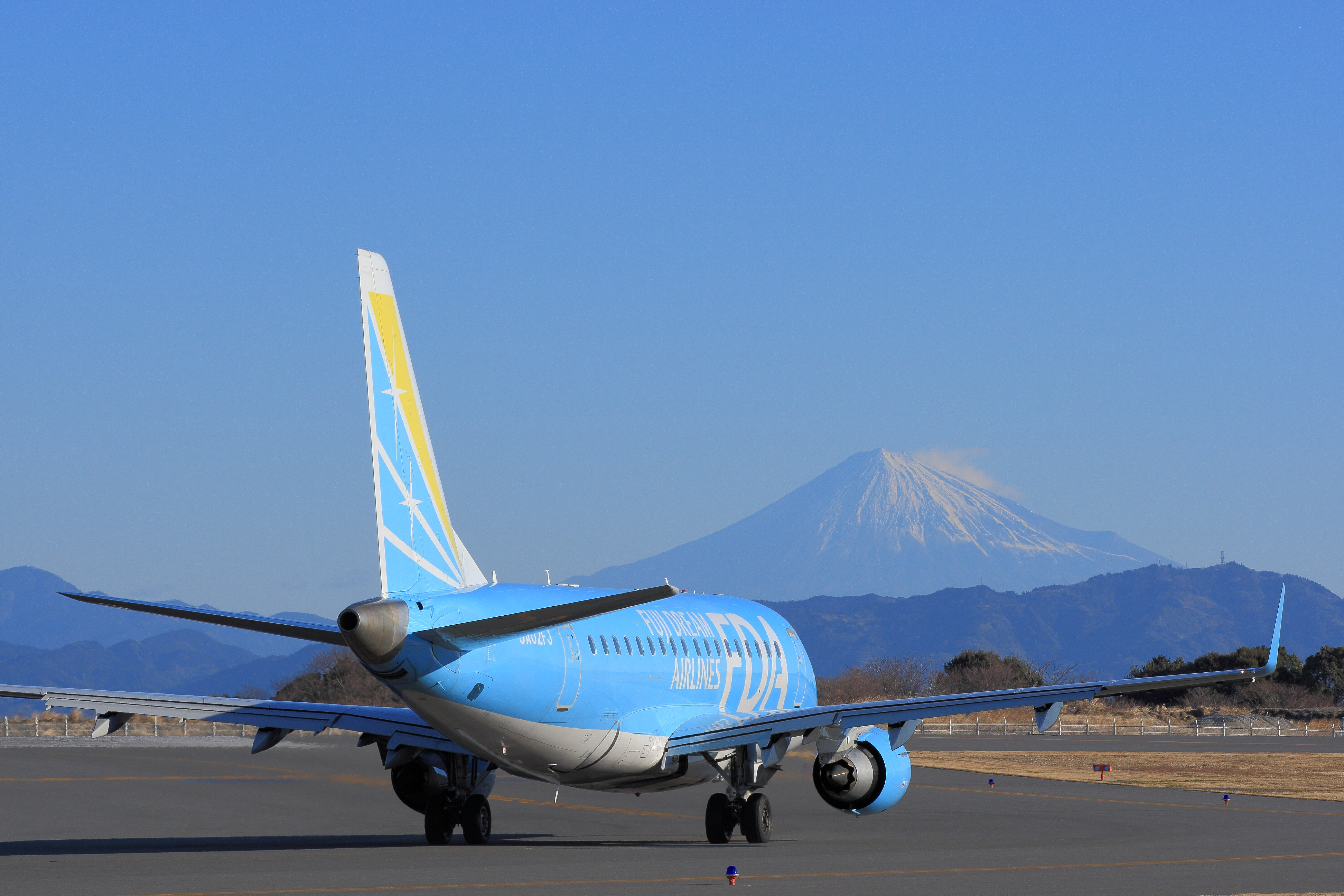
静岡空港

2009年（平成21年）6月4日に静岡空港（富士山静岡空港）が開港した。旅客ターミナルビルや管制塔は牧之原市側にある。

### 鉄道
東海道新幹線は静岡駅と掛川駅の駅間で牧之原市北部を約 4.4 km にわたって通過している。ほとんどがトンネル区間で、静岡空港の真下もトンネルで通過している。
現在の牧之原市には鉄道駅が存在しないが、1918年（大正7年）から1968年（昭和43年）8月までは静岡鉄道駿遠線（開業当時は藤相鉄道）が走っていた。

### バス
市内にしずてつジャストライン相良営業所と榛原車庫（榛原バスターミナル・静波海岸入口）があり、それらを中心としてバス網が形成されている。また2008年3月までの半年間、市でコミュニティバスの試験運行を行った。
- 高速バス渋谷ライナー（相良営業所 - 富士山静岡空港 - 藤枝駅南口 - 東名御殿場 - 渋谷駅（渋谷マークシティ））
- 特急静岡相良線（相良営業所 - 新静岡、このうち吉田IC - 静岡ICは東名高速道路経由）
- 藤枝相良線（相良営業所 - 藤枝駅南口）
- 島田静波線（静波海岸入口 - 島田駅・島田市立総合医療センター）

以上3路線は榛原総合病院を経由する時間帯が設定されている。
- 相良御前崎線（自主運行）
- 相良浜岡線（自主運行）
- 勝間田線（自主運行）
- 萩間線（自主運行）
- 鬼女・菅山線（市営バス）

このうち、相良浜岡線・相良御前崎線が2008年4月1日より御前崎市との共同での自主運行に切り替わった。

### デマンド乗合タクシー・バス
高齢者など移動の不便な人を対象に市内各地で運行されている。事前登録・予約制をとっている。運賃は地区内利用が250円、その他の地区・施設までの利用は500円～1,500円となっている。付添人は無料（事前登録が必要）。
- さかべ号（坂部地区）：東海タクシーに委託、火曜日と木曜日の運行。ただし、祝日と年末年始は運休。
- かつまた号（勝間田地区）：東海タクシーに委託、水曜日と金曜日の運行。ただし、祝日と年末年始は運休。
- すげやま・はぎま号（菅山地区、萩間地区）：御前崎タクシーに委託、火曜日と金曜日の運行。ただし、祝日と年末年始は運休。
- じどうがた号（地頭方地区）：御前崎タクシーに委託、月曜日と木曜日の運行。ただし、祝日と年末年始は運休。
- まきのはら号（牧之原地区）：月曜日・火曜日・木曜日・金曜日の運行。ただし、祝日と年末年始は運休。本路線のみハイエースでの運行となっている。

### 港湾

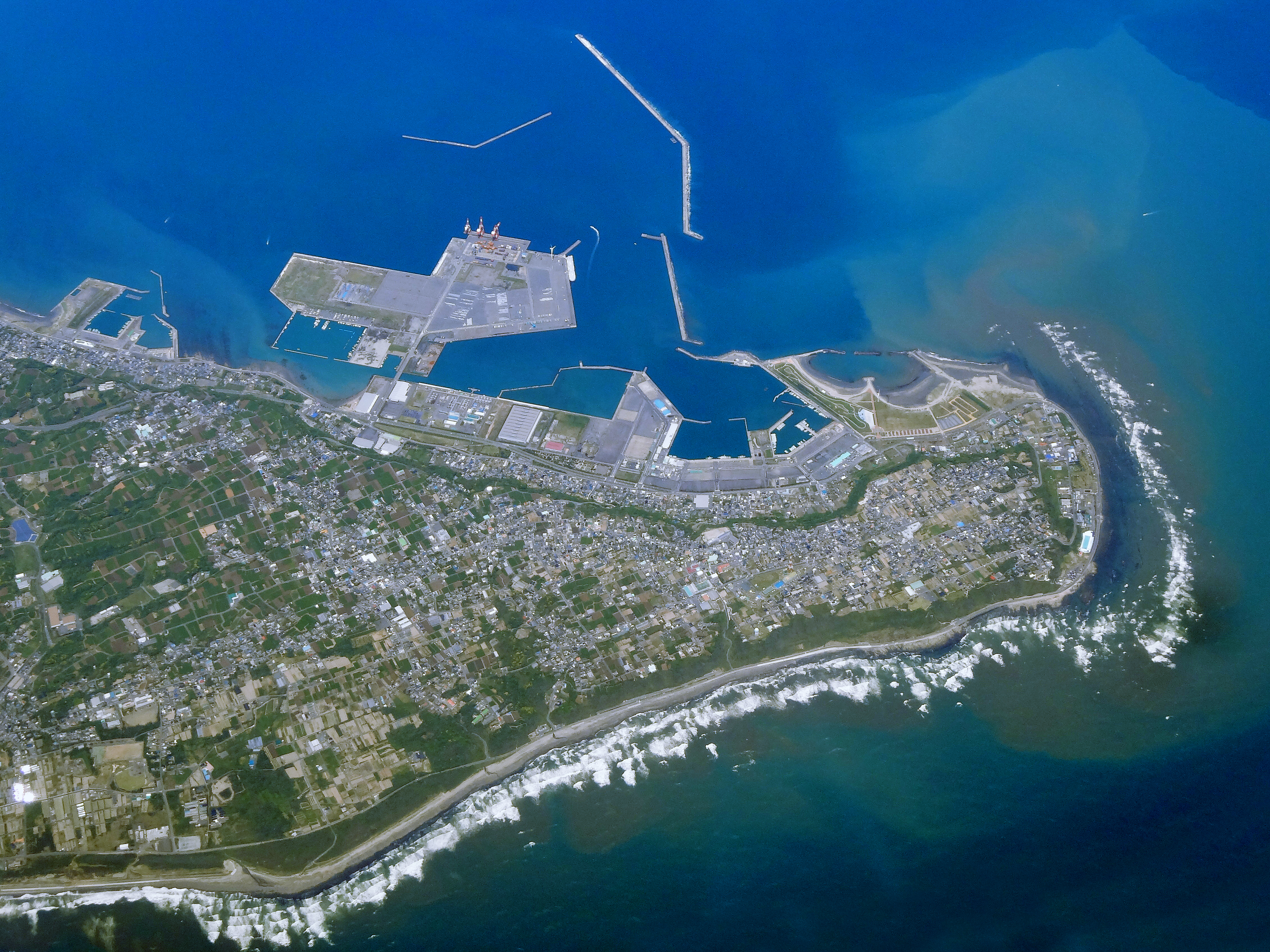
御前崎港

重要港湾
- 御前崎港（地頭方地区）

地方港湾
- 榛原湊
- 相良港

### 道路
- 高速道路
  - 東名高速道路 相良牧之原IC
- 一般国道
  - 国道150号
  - 国道473号（終点）

### 道の駅
- そらっと牧之原

## 名所・旧跡・観光スポット・祭事・催事
- 相良サンビーチ
- 片浜海水浴場
- 静波海岸
- 相良油田石油坑
- 大鐘家住宅「花庄屋」- 国の重要文化財
- 相良城跡
- 子生まれ石（大興寺）
- 相良草競馬大会
- 秋葉公園アジサイ
- 相良梅園
- 東光寺長藤

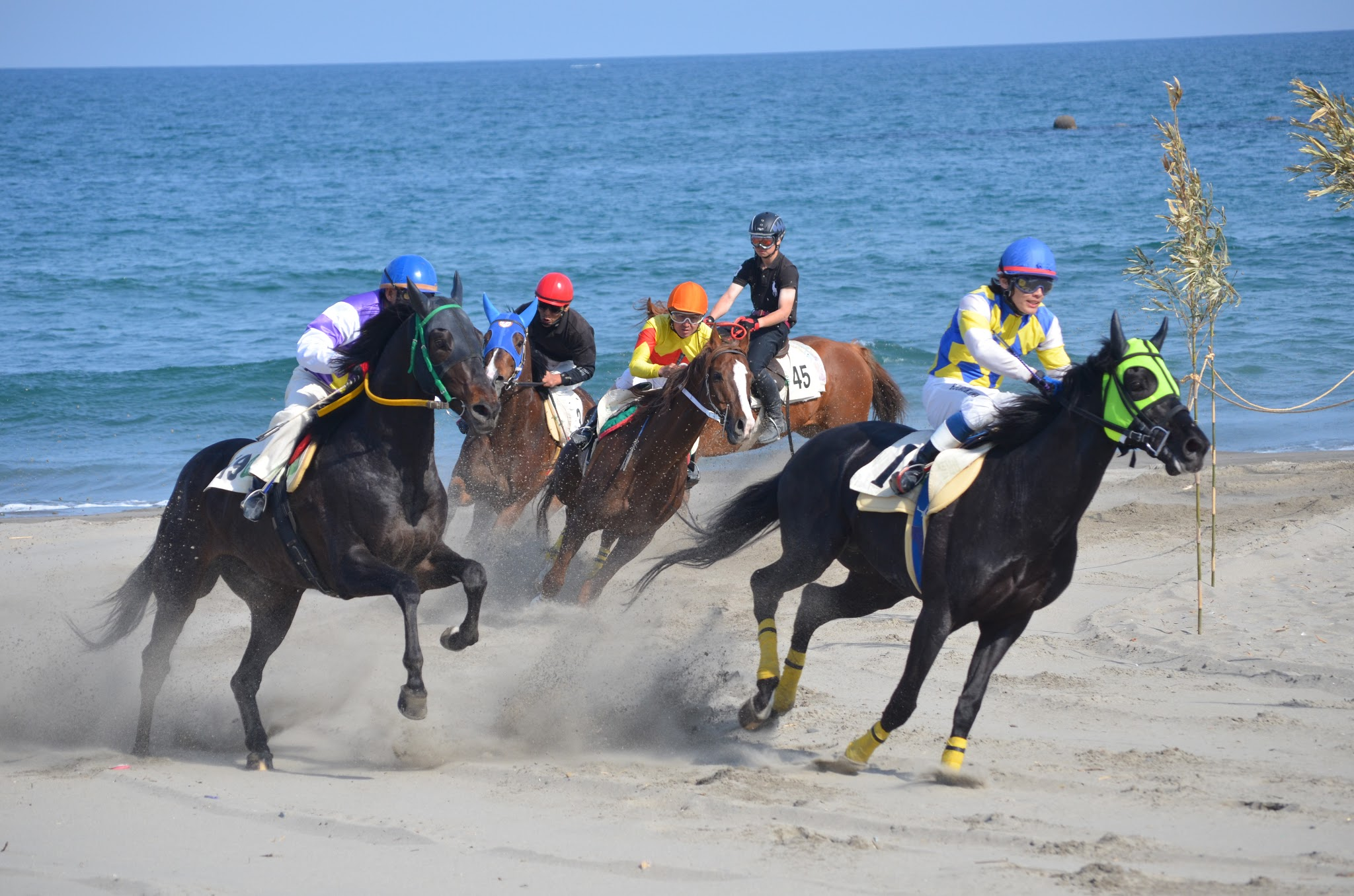
さがら草競馬大会

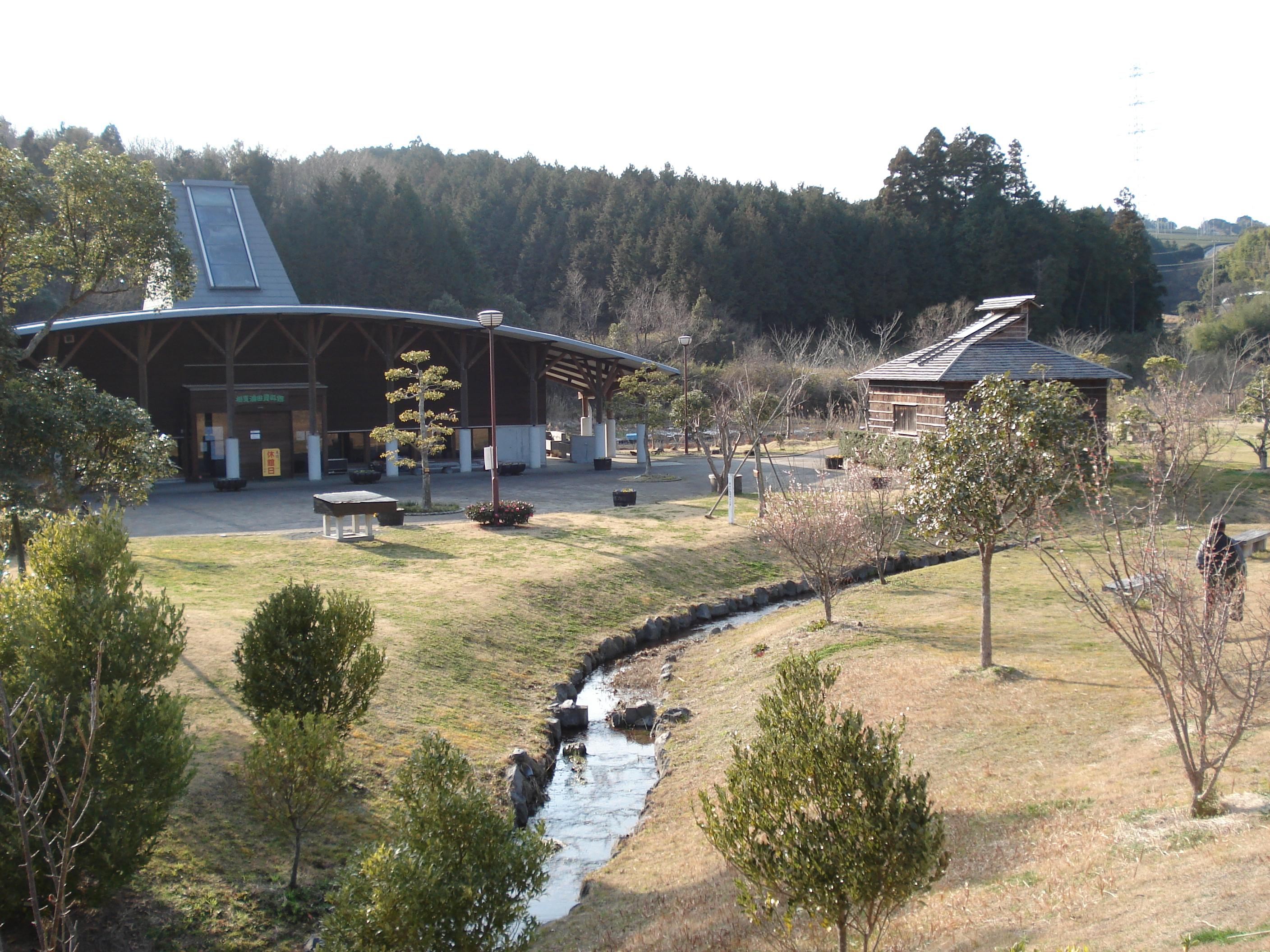
相良油田・油田の里

- 清浄寺 (牧之原市) - 藤原長清を輩出した勝間田氏の菩提寺
- 石雲院
- 塩の道の起点の碑

## 著名な出身者
生年により時代別に分類。

### 江戸時代
- 田中長兵衛 - 釜石鉱山田中製鉄所を設立し日本近代製鉄の礎を築く。

### 明治大正
- 加藤雪腸 - 俳人。
- 鈴木梅太郎 - 農芸化学者。ビタミンBを発見。
- 寺尾琢磨 - 慶應義塾大学名誉教授。
- 藤田まさと - 作詞家。「岩壁の母」などを作詞。
- 山崎貞一 - 東京電気化学工業（現TDK）社長・会長。

### 昭和以降
- 植田和男 - 経済学者、第32代日本銀行総裁。
- 大倉沙斗子 - GTPメンバー。
- 枝村匠馬 - サッカー選手。
- 加藤秀司 - プロ野球選手。
- 加藤忠 - 競輪選手。1952年ヘルシンキオリンピック自転車競技出場。
- 加藤桃子 - 女流棋士。
- 宮村眞平 - 三井金属鉱業会長兼CEO。
- 本杉美香 - タレント。C.C.ガールズ第2期メンバー。
- 村松開人 - プロ野球選手。
- 宮崎莉緒 - ミス・ユニバース・ジャパン日本代表、2021-2022年埼玉西武ライオンズBLUE LEGENDSメンバー。

## 備考
- 萩間川をはさんで女神（めかみ）・男神（おかみ）と呼ばれる石灰岩で出来た山があり、それぞれ周辺の地名（大字）にもなっている。
- 映画のロケ地として、過去に「ウォーターボーイズ」（2001年）、「亡国のイージス」（2005年）、「沈黙のパレード」（2022年）のロケが行われた。
- 旧相良町にあった相良藩の藩主を務め、“わいろ政治”で知られる田沼意次にちなんだ「ワイロ最中」が名物の一つである。
- 2022年に「牧之原市チャレンジビジネスコンテスト」（愛称：まきチャレ）を開催することを発表。牧之原市の産業・観光とコラボするビジネスプランを全国のスタートアップから募集。スズキ相良工場を含む市内の19事業者がプロポーザルを求め、全国から81社スタートアップが応募。海外からも10社が応募し、うち3社はウクライナのスタートアップ。オープンピッチはzoomセミナー形式で10月20日に全国・全世界に発信。

## 地域

### 相良地区
- 片浜（かたはま）地区
  - 片浜（かたはま）：大磯（おおいそ）、大磯原（おおいそばら）、久保柄（くぼがら）、坂井（さかい）、法京（ほっきょう）
- 相良（さがら）地区
  - 大江（おおえ）：海老江（えびえ）、小牧（こまき）、平田（ひらた）、東中（ひがしなか）
  - 大沢（おおさわ）：大沢原（おおさわばら）、大原（おおわら）、大原東（おおわらひがし）、奥井原（おくいばら）、口井原（くちいばら）、源入（げんにゅう）、園（その）、下奥谷（しもおくだに）
  - 大沢（おおさわ）：一丁目
  - 鬼女新田（きじょしんでん）
  - 相良（さがら）：相生丁（あいおいちょう）、市場（いちば）、入船（いりふね）、河岸（かし）、銀座（ぎんざ）、新生浜（しんしょうはま）、新町（しんまち）、日ノ出（ひので）、前浜（まえはま）
  - 汐見台（しおみだい）
  - 須々木（すすき）：小名ケ谷（こながや）、須々木原（すすきはら）、地代（じだい）
  - 波津（はづ）：大原（おおわら）、上波津（かみはづ）、栄丁南（さかえちょうみなみ）、下波津（しもはづ）、仲丁（なかちょう）、西仲丁（にしなかちょう）、本通り（ほんどおり）
  - 波津（はづ）：一丁目～三丁目
  - 福岡（ふくおか）

- 地頭方（じとうがた）地区
  - 落居（おちい）
  - 笠名（かさな）：長ノ谷（ながのや）、西ノ谷（にしのや）
  - 地頭方（じとうがた）
  - 地頭方（じとうがた）：一丁目
  - 新庄（しんしょう）：遠渡（おんどう）
  - 堀野新田（ほりのしんでん）：蛇喰（じゃばみ）、新道（しんどう）、仲（なか）、長川（ながかわ）、東堀（ひがしほり）、向堀（むかいぼり）、門前（もんぜん）
- 菅山（すげやま）地区
  - 西山寺（さいさんじ）：郷の谷（ごうのや）、沢木（さわき）
  - 菅ケ谷（すげがや）：大知（おおち）、大向（おおむかい）、上谷川（かみやがわ）、下谷川（しもやがわ）、菅山原（すげやまばら）、高畑（たかばたけ）、高和（たかわ）、時ケ谷（ときがや）、西中、堀之内（ほりのうち）、宮代（みやしろ）、谷川（やがわ）
  - 松本（まつもと）

- 萩間（はぎま）地区
  - 大寄（おおより）：大寄下（おおよりしも）、大寄原（おおよりばら）、部ケ谷（へがや）、室沢（むろざわ）
  - 男神（おかみ）：百所（どうどこ）
  - 黒子（くろこ）
  - 白井（しらい）：石原田（いしはらだ）、濁沢（にごりさわ）、宮本（みやもと）
  - 中西（なかにし）
  - 西萩間（にしはぎま）：西萩間下（にしはぎましも）
  - 東萩間（ひがしはぎま）：荒川（あらかわ）、大倉（おおくら）、大曲（おおまがり）、峠原（こうげはら）、真梨（しんなし）、中原（なかはら）、東萩間下（ひがしはぎましも）、水呑（みずのみ）、八十原（やそはら）
  - 蛭ケ谷（ひるがや）
  - 女神（めかみ）：女神沢木（めかみさわき）、女神側（めかみそば）
  - 和田（わだ）
- 牧之原（まきのはら）地区
  - 嶋（しま）
  - 牧之原（まきのはら）

### 榛原地区
- 勝間田（かつまた）地区
  - 勝田（かつた）：勝田上（かつたかみ）、勝田下（かつたしも）
  - 勝間（かつま）：大日山（おおひやま）、勝間上（かつまかみ）、勝間下（かつましも）、法士（ほうし）
  - 切山（きりやま）：切山下（きりやましも）、切山中（きりやまなか）
  - 静谷（しずたに）：朝生（あそう）、三栗（みくり）
- 川崎（かわさき）地区
  - 勝俣（かつまた）：鹿島（かしま）、庄内（しょうない）、新戸（にいど）、橋柄（はしがら）橋向（はしむこう）、藤沢（ふじさわ）
  - 道場（どうじょう）
  - 仁田（にた）

- 坂部（さかべ）地区
  - 坂部（さかべ）：坂部（さかべ）第一～坂部第四、並木（なみき）
- 静波（しずなみ）地区
  - 静波（しずなみ）：追廻（おいまわり）、静波（しずなみ）1丁目～6丁目・10丁目～12丁目、静波西（しずなみにし）5丁目、静波東（しずなみひがし）5丁目、橋柄（はしがら）
- 細江（ほそえ）地区
  - 細江（ほそえ）：青池（あおいけ）、後原（うしろばら）、根松（こんまつ）、時ケ谷（ときがや）、西福田（にしふんだ）、東慶林（ひがしけいりん）、東福田（ひがしふんだ）、堀の内（ほりのうち）、道上（みちかみ）、寄子（よりこ）、谷の口（やのくち）

- 牧之原（まきのはら）地区
  - 勝田（かつた）：牧之原南（まきのはらみなみ）
  - 切山（きりやま）：牧之原北（まきのはらきた）
  - 静谷（しずたに）：牧之原南（まきのはらみなみ）
  - 布引原（ぬのひきはら）：牧之原北（まきのはらきた）、牧之原中央（まきのはらちゅうおう）